# Balthasar von Campenhausen
Johan Baltasar von Campenhausen, född 30 juni 1689 i Stockholm, död 28 januari 1758 i Sankt Petersburg, var en svensk militär och generalguvernör över Finland 1742–1743.
von Campenhausen var son till friherre Johan Herman von Campenhausen. Han blev 1705 fältväbel vid garnisonsregementet i Riga och 1705 fänrik vid Upplands tremänningsregemente till fot, där han även blev löjtnant 1707. von Campenhausen erhöll konfirmationsfullmakt 1706 och 1707. Han medföljde Karl XII till Bender och erhöll ett brev av denne för att skicka till Sverige. På vägen blev han dock tillfångatagen i Sachsen och gick först i polsk tjänst som överstelöjtnant innan han 1711 fick samma grad i den ryska armén. 1717 blev von Campenhausen överste för ett ryskt grenadjärregemente och därefter överste för Muromska infanteriregementet. 1724 blev han generalmajor och verkade 1742–1743 som generallöjtnant samt generalguvernör över Finland. 1743 blev han överkammarherre och överste för den ryska kejsarens livgarde. 1744 erhöll von Campenhausen svenskt friherrediplom. 1745 gav von Campenhausen ett stort understöd till fattighuset Campenhausens Elend i Riga. Han var gift två gånger och hade tio barn.